# De kleermaker
Il sarto (Nederlands: De kleermaker), ook wel getiteld il Tagliapanni, is een portret gemaakt door de Italiaanse kunstschilder Giovanni Battista Moroni tussen 1565 en 1570, olieverf op doek, 99,5 x 77 centimeter groot. Het doek bevindt zich in de collectie van het National Gallery te Londen.

## Afbeelding
Moroni portretteert ogenschijnlijk een kleermaker, af te leiden uit het hanteren van de schaar. De kleding van de afgebeelde figuur, in Spaanse stijl, is in elk geval typisch voor de toenmalige gegoede middenstand in Noord-Italië, hetgeen niet uitsluit dat het bijvoorbeeld ook om een lakenkoopman kan gaan. Klaarblijkelijk betreft het een beroepsportret, zoals die in die periode populair waren en waarvan ook Moroni er meerdere maakte. Hij lijkt in elk geval een duidelijke voorkeur te hebben gehad voor het weergeven van mensen in hun natuurlijke omgeving, zoals hij dat bijvoorbeeld ook deed in zijn portret van beeldhouwer Allesandro Vittoria. 
Moroni vertoont een voor die tijd verbazend moderne naturalistische stijlopvatting, die vergelijkingen oproep met portretten uit de negentiende eeuw. Compositorisch straalt zijn werk een zekere waardigheid en evenwicht uit. Het lichte vest en de felrode broek contrasteren met de donkere stof op de tafel en de asgrauwe achtergrond. Het hoofd van de afgebeelde man wordt van boven belicht, terwijl zijn blik zich enigszins sluw richting de toeschouwer richt, hetgeen het werk een zekere spanning verleent. 
Vernieuwend is dat Moroni de man afbeeldt tijdens het uitvoeren van een ambachtelijke bezigheid, waar beroepsportretten uit die tijd personen doorgaans toonden te midden van een veelheid aan attributen die hun ambacht karakteriseerden. In dit werk zien we alleen een schaar en ook nog in gebruik. Bijzonder is ook dat iemand die niet tot de hoogste stand behoorde zo veredeld wordt weergegeven. De afgebeelde figuur straalt waardigheid uit, bijna arrogantie. Wellicht is het ook iemand met een zekere maatschappelijke importantie, bijvoorbeeld een gildehoofd, mede gezien zijn gouden ring en de gordel die een plek heeft om een zwaard aan te hangen. Door de kort na Moroni's dood toegevoegde titel geldt hij hoe dan ook al sinds eeuwen als De kleermaker.

## Waardering
De kleermaker is Moroni's bekendste portret. Bekend is dat het reeds in de zeventiende eeuw deel uitmaakte van de Grimani-collectie in Venetië en dat het reeds in deze tijd bijzonder geprezen werd. De schrijver Marco Boschini schreef in 1680 over het werk: "De kleermaker, zo mooi, zo goed uitgevoerd, dat de gelijkenis sprekende is dan het woord van een advocaat, heeft de schaar in de hand alsof je hem ziet knippen." Sinds 1882 maakt het portret deel uit van de National Gallery te Londen. Van oktober 2014 tot januari 2015 was het schilderij te zien tijdens een Moroni-expositie bij de Royal Academy of Arts.